# Moshe Dayan
Moshe Dayan (hebreiska: משה דיין), född 20 maj 1915 på kibbutzen Degania Alef i Osmanska riket, död 16 oktober 1981 i Tel Aviv i Israel, var en israelisk militär, socialdemokratisk politiker, arkeolog och författare. Dayan var generalstabschef 1953–1958, jordbruksminister 1959–1964, försvarsminister 1967–1974 och utrikesminister 1977–1979.

## Biografi

### Uppväxt och ungdomsår
Moshe Dayan föddes på kibbutzen Degania Alef i dagens Israel vid Genesarets sjös södra strand. Föräldrarna Shmuel och Devorah Dayan var invandrare från Zjasjkiv i Ukraina. Familjen flyttade senare till Nahalal, ett jordbrukskollektiv som då grundades. Vid 14 års ålder gick Dayan med i den judiska försvarsstyrkan Haganah. 

### Militära och politiska uppdrag (1938-1974)
År 1938 tog han värvning i den av britterna organiserade Jewish Supernumerary Police, inom vilken han ledde en liten motoriserad enhet. Han kom senare att bli placerad i en rekognoseringspatrull under australisk ledning. Den hade bildats som förberedelser för de allierades invasion av Syrien och Libanon. Under strider i juni 1941 i vad som i dag är södra Libanon förlorade Dayan sitt vänstra öga och bar därefter en ögonlapp, som blev hans kännemärke.
Dayan var med i Palmach som var Haganahs reguljära stridande styrka och Jishuvs inofficiella armé under det Brittiska Palestinamandatet. Efter staten Israels grundande 1948 ombildades organisationen till den reguljära armén, Israels försvarsmakt (IDF), den 24 maj 1948. Dayan fick flera viktiga positioner under det arab-israeliska kriget. Han var först kommendör för försvaret av Jordandalen och sedan för flera olika militära enheter vid fronten. År 1954 utsågs han till generalstabschef och överbefälhavare för Israels försvarsstyrkor. År 1959 gick han med i socialdemokratiska Mapai, som leddes av David Ben-Gurion. Han var jordbruksminister 1959–1964. År 1967 utsågs han till försvarsminister och blev känd världen över under sexdagarskriget 1967. När kriget inte kunde undvikas och Egyptens ledare Nasser som bäst pressade dåvarande Transjordaniens västerländske kung Hussein, avgick Levi Eshkol som försvarsminister (men förblev premiärminister). Dayan såg inte någon mening i att vänta på det egyptisk-syrisk-transjordanska anfallet. Klockan 07:10 den 5 juni 1967 kommenderade Dayan större delen av det israeliska flygvapnet ut över Medelhavet på extremt låg höjd. Efter en vänstersväng in över Egypten steg flygplanen hastigt, för att sedan dyka vid Egyptens flygbaser. En stund senare hade bokstavligt talat hela Egyptens flygvapen förstörts. Nasser vägrade att ge upp och Transjordanien tvingades in i ett krig de inte hade önskat. Med nära nog totalt luftherradöme inleddes därför en strid om östra Jerusalem (som låg på transjordanskt område). Inom kort hade Israel erövrat hela Jerusalem och Västbanken samt Golanhöjderna i Syrien). Byggnader som skymde Klagomuren revs och judar har sedan dess kunnat be vid det andra templets mur. Moshe Dayan blev hela Israels krigshjälte. 

### Senare år (1974–1981)
Dayan avgick som försvarsminister 1974 efter Jom kippur-kriget 1973, där han hölls ansvarig för att de israeliska styrkorna inte mobiliserades i tid. Han lämnade Mapai 1977. I Menachem Begins regering var han utrikesminister 1977–1979. Dayan bildade i maj 1981 partiet Telem tillsammans med två före detta medlemmar i Likud. Telem valdes in i Knesset i valet i juni samma år. Dayan avled 1981 i en hjärtinfarkt.